# Império do Espírito Santo da Ladeira Branca
O Império do Espírito Santo da Ladeira Branca é um Império do Espírito Santo português que se localiza na freguesia açoriana de Santa Luzia, concelho de Angra do Heroísmo, ilha Terceira, arquipélago dos Açores.
Este Império do Espírito Santo tem a sua fundação no século XX mais precisamente no ano de 1926.